# Emmanuel Oti Essigba
Emmanuel Oti Essigba (Akim Oda, 24 settembre 1996) è un calciatore ghanese, centrocampista svincolato.

## Carriera
Ha giocato nella massima serie dei campionati danese ed indonesiano.